# Schoenoplectus patentiglumis
Schoenoplectus patentiglumis là loài thực vật có hoa trong họ Cói. Loài này được Hayashi mô tả khoa học đầu tiên năm 2003.